# Advokátní koncipient
Advokátní koncipient je právník, který je zaměstnán u určitého advokáta a který pod jeho dohledem jako školitele vykonává právní praxi, jejímž cílem je získat znalosti a osvojit si zkušenosti potřebné k výkonu advokacie, a připravuje se na advokátní zkoušku. Každý advokátní koncipient je zapsán v seznamu advokátních koncipientů, vedeném advokátní komorou.

## Předpoklady
Advokátním koncipientem se může stát každý, kdo:
- má plnou svéprávnost,
- má české magisterské vysokoškolské vzdělání v oboru právo (nebo podobné odpovídající a uznatelné zahraniční[2][3]),
- je bezúhonný a
- už s advokátem, u kterého chce jako advokátní koncipient působit, uzavřel pracovní smlouvu, a to v rozsahu nejméně 40 pracovních hodin týdně.

Podle judikatury Nejvyššího soudu i Ústavního soudu je nutné potřebné vzdělání získat na skutečné právnické fakultě, např. právnicky zaměřené vzdělávání na policejních vysokých školách nestačí.
Pokud již nebyl žadatel splňující tyto požadavky někdy dříve ze seznamu advokátních koncipientů kárně vyškrtnut, nebo pokud se na něj hledí, jako by toto kárné opatření uloženo nebylo, advokátní komora jej do tohoto seznamu zapíše a vydá mu identifikační průkaz, kterým se pak musí při své právní praxi prokazovat.

## Právní praxe
Předmětem praxe advokátního koncipienta v advokátní kanceláři je především poskytování právní pomoci, včetně sepisování smluv i zastupování u soudu, neboť zákon o advokacii, stejně jako občanský soudní řád nebo trestní řád dávají advokátovi právo nechat se při jednotlivých úkonech právní služby advokátním koncipientem zastoupit. Tímto způsobem pak advokátní koncipient získává potřebné návyky a praktické dovednosti pro budoucí vlastní právnickou praxi. Realizace tohoto práva je ale vždy, v rozsahu daném stavovskými předpisy, jen na rozhodnutí každého advokáta, protože za činnost svého koncipienta je klientovi odpovědný pouze on sám.
Stejně jako advokát i advokátní koncipient má povinnost hájit oprávněné zájmy klienta, zachovávat mlčenlivost o všem, co se v souvislosti s tím dozvěděl, a dodržovat další pravidla profesionální etiky. Mimo svou právní praxi koncipienta pak nesmí provozovat žádnou výdělečnou činnost, jejímž předmětem by bylo poskytování právních služeb. Advokát, u kterého je zaměstnán, je naopak povinen mu vytvářet vhodné pracovní podmínky a umožnit mu účast na školeních, která realizuje advokátní komora a která jsou pro něj povinná. Po uplynutí předepsané tříleté doby praxe pak může požádat o vykonání advokátní zkoušky, po jejímž úspěšném absolvování bude po uplynutí 6 měsíců ze seznamu advokátních koncipientů automaticky vyškrtnut, pokud k takovému vyškrtnutí nedojde dříve na základě zápisu do seznamu advokátů.
Na rozdíl od období před r. 1948, kdy se advokáty stávala jen malá část advokátních koncipientů, se dnes toto postavení nechápe jako celoživotní profese, nýbrž jen jako přípravná praxe. K 31. lednu 2014 bylo v České republice celkem 11 451 advokátů a 3 530 advokátních koncipientů.